# Velyka Omeliana
Velyka Omeliana (ucraniano: Вели́ка Омеля́на; polaco: Omelana Wielka) es un municipio rural y pueblo de Ucrania, perteneciente al raión de Rivne de la óblast de Rivne.
En 2019, el municipio tenía una población de 5108 habitantes, de los cuales unos mil seiscientos vivían en el propio pueblo y el resto repartidos en cinco pedanías. El municipio se fundó en 2019 mediante la fusión de los hasta entonces consejos rurales de Velyka Omeliana (que incluía como pedanía a Veresneve) y Hrúshvytsia (que comprendía los pueblos de Hrúshvytsia Persha, Hrúshvytsia Druha, Dibrivka y Martýnivka).
Se conoce la existencia del pueblo desde el siglo XVI, cuando se menciona en documentos sobre las tierras del castillo de Lubart; sin embargo, el asentamiento original fue destruido en un incendio forestal en 1603 y posteriormente fue reconstruido. Fue una pequeña localidad rural hasta el siglo XX, cuando se desarrolló como una periferia urbana de Rivne.
El pueblo se ubica en la periferia suroccidental de Rivne, en la salida de la ciudad de la carretera E40 que lleva a Leópolis. En el término municipal de Velyka Omeliana se ubica el Aeropuerto Internacional de Rivne.